# 8e régiment de cuirassiers

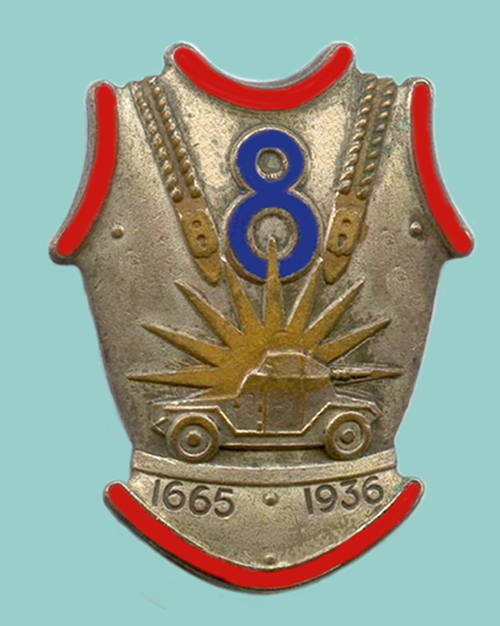
Verbandsabzeichen 1936 bis 1942

Das Régiment de Cuirassiers cavalerie, zuletzt als 8e régiment de cuirassiers ein gepanzertes Aufklärungsregiment, war ursprünglich ein Regiment der schweren Kavallerie, aufgestellt im Königreich Frankreich während des Ancien Régime. Es hat sich in den Revolutionskriegen und den Kriegen des Ersten Kaiserreichs besonders ausgezeichnet.

## Formationsgeschichte
- 1635: Aufstellung des Régiment de cuirassiers du Roy. Zu diesem Zeitpunkt bestand es aus zwei oder drei Kompanien (auch „Esquadres“ oder „Escadrons“ genannt), aus je 100 bis 120 Reitern.
- 1638: Auf Anordnung von Kardinal Richelieu wurden die Cuirassiers in Cavalerie umbenannt.

Im gleichen Jahr wurde es an den Marquis d'Aumont übergeben und hieß nun: Régiment du marquis d'Aumont cavalerie
- 1645: Umbenennung in:  Régiment de Chappes cavalerie
- 1665: Umbenennung in: Régiment de Villequier cavalerie Auf Wunsch des Königs wurden die Reiter mit einem Küraß ausgestattet, so wie das bei den Truppen des deutschen Kaisers üblich war.
- 1740: Umbenennung in: Régiment de cuirassiers du Roy
- 1791: Nach 125 Jahren verlor das Regiment seinen stolzen Namen „Cuirassiers du Roy“, um in 8e régiment de cavalerie umbenannt zu werden
- 1803: Umbenennung in: 8e régiment de cuirassiers
- 1815: Aufgelöst
- 1825: Umwandlung des Régiment des dragons du Rhône in das 8e régiment de cuirassiers
- 1916: Umbenennung in: 8e régiment de cuirassiers à pied[1]
- 1919: Aufgelöst
- 1936: Wiederaufgestellt als: 8e régiment de cuirassiers
- 1940: Umbenannt in: 8e régiment de cuirassiers, Régiment de Lorraine (In der Waffenstillstandsarmee)[2]
- 1942: Aufgelöst (Weitergeführt im Maquis)
- 1944: Wiederaufgestellt als: 8e régiment de cuirassiers
- 1954: Aufgelöst
- 1954: Wiederaufgestellt als: 8e régiment de cuirassiers
- 1964: Aufgelöst

## Garnisonen
- 1781–?: Moulins
- 1792–?: Béthune
- 1827: Vesoul
- 1841–1842: Saint-Omer
- 1885–1889: Cambrai
- 1886–1889: Quartier Ordener in Senlis (Oise)
- 1892: Lyon
- 1899–1914: Tours
- 1936–1939: Saint-Germain-en-Laye
- 1939–1940: ohne
- 1940–1942: Châteauroux und Buzançais
- 1942–1944: ohne
- 1944–1954: Bizerta (Tunesien)
- 1954–1964: La Valbonne (Département Ain)

## Colonels/chef de brigade
Mestre de camp war die Rangbezeichnung für den Regimentsinhaber und/oder den tatsächlichen Kommandanten. Sollte es sich bei dem Mestre de camp um eine Person des Hochadels handeln, die an der Führung des Regiments kein Interesse hatte (wie z. B. der König oder die Königin) so wurde das Kommando dem Mestre de camp lieutenant (oder Mestre de camp en second) überlassen. Die Bezeichnung Colonel wurde von 1791 bis 1793 und ab 1803 geführt, von 1793 bis 1803 verwendete man die Bezeichnung Chef de brigade. Ab 1791 gab es keine Regimentsinhaber mehr.
| I. | II. | III. |
| --- | --- | --- |
| - 1734: Louis de Cardevaque, marquis d’Havrincourt - 1748: Arnaud Louis Marie de Lostanges - 1760: Louis Errard, chevalier de Ray - 1764: Louis des Acres, comte de Laigle - 1774: Mestre de camp Durfort-Blaignac, comte de Civrac - 1788: Colonel Charles de Lameth - 1792: Colonel Charles-Joseph Randon de Pully - 1792: Colonel Albert-Victor-Marie Desprez De la Marliere - 1795: Chef de brigade Jean-Baptiste Dore - 1796: Chef de brigade Jean Louis Brigitte Espagne - 1799: Chef de brigade/Colonel Jean-Baptiste-Gabriel Merlin - 1805: Colonel Grandjean - 1813: Colonel Louis-Jean-Claude-Clement Lafaivre - 1815: Colonel Garavaque - 1815: Colonel de Saint Genies | - 1826: Colonel de Montagu - 1830: Colonel Roge - 1832: Colonel Hoffman - 1833: Colonel Desaix - 1835: Colonel de Dancourt - 1846: Colonel Porcher - 1848: Colonel Rey - 1850: Boyer - 1855: Colonel Texier-Pommeraye - 1856: Colonel Charles Louis Thérémin d'Hame - 1865: Colonel de la Rochefoucaud - 1869: Colonel François Henri Guiot de La Rochère - 1874: Colonel Humblot - 1881: Colonel Dufaud - 1887: Colonel de Bremond d'Ars - 1888: Colonel Torel - 1896: Colonel de Carne - 1900: Colonel de Seroux | - 1908: Colonel de Font-Reaulx - 1912: Colonel Hugner - 1913: Colonel Henri André Mesplé \| - 1915: Colonel de Latour - 1916: Colonel de Tessières - 1918: Colonel Leandri - 1936: Colonel Morio - 1940: Colonel Segur - 1944: Colonel Calvel, dann Colonel de Beaumont - 1945: Colonel Fayolle - 1947: Colonel de l'Estoile - 1949: Colonel Henry - 1953: Colonel de Roquemaurel - 1954: Colonel Volpert - 1956: Colonel de Balincourt - 1959: Colonel Reppelin - 1960: Colonel Metivier - 1961: Colonel Desrippes - 1962: Colonel Dumas-Delage |

Colonels, die als Kommandeur des Regiments gefallen sind oder verwundet wurden:
- Colonel Dore: gefallen am 6. August 1796
- Colonel Merlin: verwundet am 21. Mai 1809
- Colonel Grandjean: verwundet am 7. September 1812
- Colonel Lefaivre: verwundet am 30. Oktober 1813
- Colonel Garavaque: verwundet am 16. Juni 1815

Offiziere des Regiments, gefallen oder verwundet in der Zeit von 1805 bis 1815:
- gefallen: 8
- an ihren Verwundungen gestorbene: 20
- verwundet: 81

## Gefechtskalender

### Ancien Régime
Das Regiment nahm an allen Feldzügen von König Louis XIV. teil.
- Holländischer Krieg

1672 nahm das Regiment an der Rheinüberquerung teil und „[die Reiter]...verbreiteten mit ihrem Aussehen Angst und Schrecken“.
1677 in der Schlacht bei Cassel wurden dem Gegner 17 Standarten, 44 Fahnen und 3000 Gefangene abgenommen. Der Mestre de camp des Regiments, der Comte de Revel, wurde zum Maréchal de camp befördert.
- Pfälzischer Erbfolgekrieg

Schlacht bei Neerwinden
Gefecht bei Luxemburg
- Polnischer Erbfolgekrieg

Feldzüge in Italien
Schlacht bei Parma
Schlacht bei Guastalla
- Österreichischer Erbfolgekrieg

Mit vier Escadrons nahmen die Kürassiere an dem neuen Feldzug teil. Am 11. Mai 1745 attackierten sie zusammen mit der Gardekavallerie, den Gensdames und den Carabiniers in der Schlacht bei Fontenoy
- Siebenjähriger Krieg

Das Regiment attackierte unter dem Kommando des Marquis de Caulaincourt in der Schlacht bei Krefeld. In der Schlacht bei Lutterberg griff es, zusammen mit dem Régiment Royal-Piémont cavalerie und dem Régiment Dauphin-Cavalerie insgesamt fünfmal an. Dabei erlitt die hannoversche Infanterie große Verluste.

### Kriege der Revolution und des Ersten Kaiserreichs
- 1792:
  - Kanonade bei Valmy

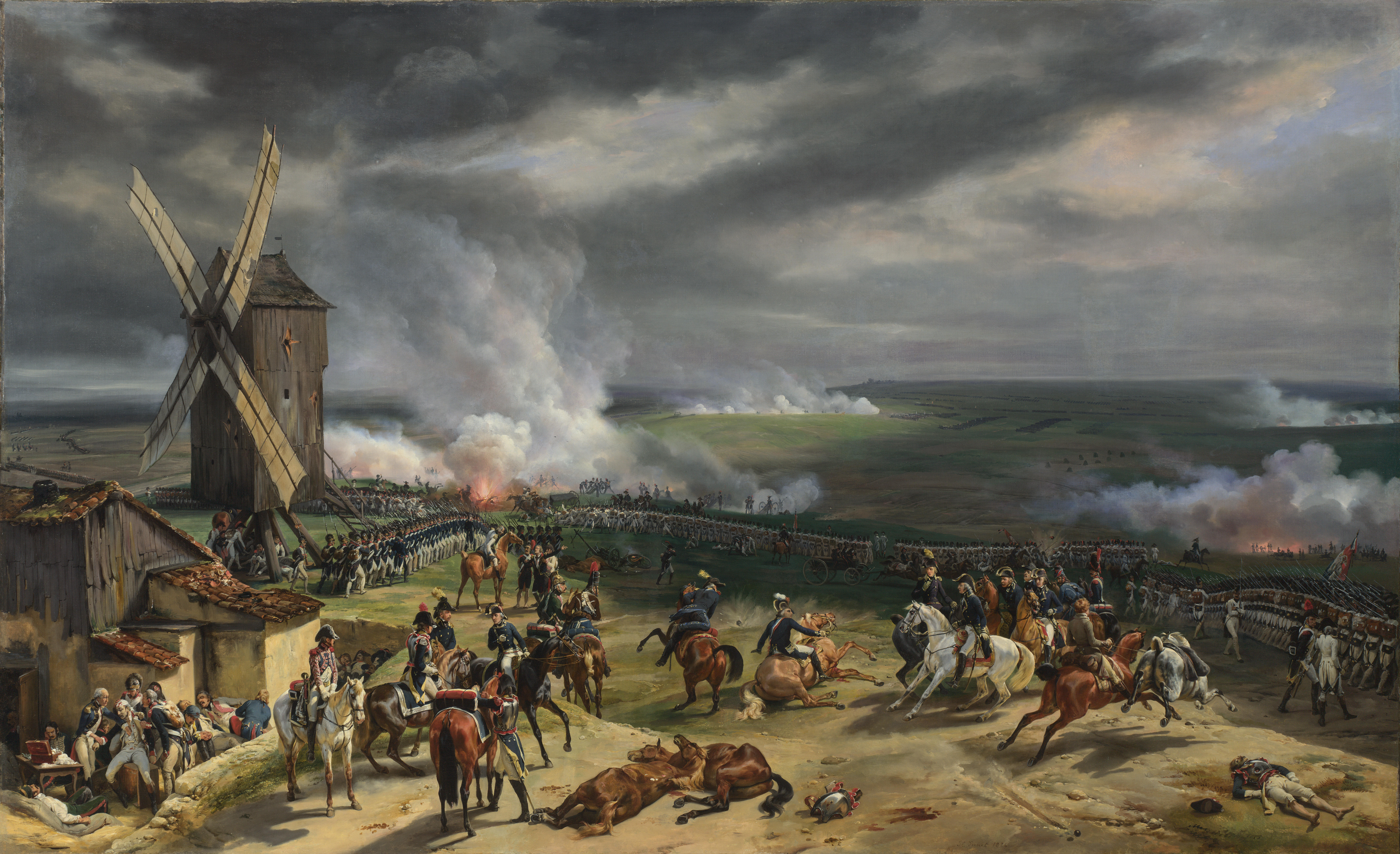
Kanonade bei Valmy: im Vordergrund zwei Kürassiere und ein Trompeter des 8. Regiment. Links die Kolonne dürfte das 53^{e} régiment d'infanterie (ex-Alsace) sein. Gemälde von Jean-Baptiste Mauzaisse.

  - Armée de la Moselle (Moselarmee), Feldzug nach Trier
- 1793:
  - Schlacht bei Hondschoote
  - Schlacht bei Wattignies
- 1794:
  - Schlacht bei Fleurus
  - Schlacht bei Aldenhoven
- 1796:
  - Schlacht bei Schweinfurt
  - Gefecht bei Hirschaid
  - 4. August: Gefecht bei Bamberg
  - Schlacht um Würzburg
  - Schlacht bei Neuwied
- 1799:
  - Erste Schlacht bei Stockach
- 1800:
  - Gefecht bei Stockach
  - Schlacht bei Engen
  - Schlacht bei Meßkirch
  - Gefecht bei Biberach
  - Schlacht bei Höchstädt
  - Schlacht bei Hohenlinden
- 1805:
  - Schlacht bei Caldiero
  - am Tagliamento
- 1807:
  - Schlacht bei Heilsberg
- 1809:
  - Schlacht bei Aspern
  - Schlacht bei Wagram
- 1812: Russlandfeldzug 1812
  - Schlacht bei Borodino
- 1813: Feldzug in Deutschland
  - Völkerschlacht bei Leipzig
  - Schlacht bei Hanau
- 1814: Feldzug in Frankreich
  - Schlacht bei Vauchamps
- 1815: Feldzug im Herzogtum Brabant
  - Schlacht bei Quatre-Bras
  - Schlacht bei Waterloo

### Restauration
Nach der endgültigen Abdankung von Napoleon Bonaparte wurde das Regiment entlassen und erst 1826 wieder aufgestellt.

### Zweites Kaiserreich
Während des Deutsch-Französischen Krieges kämpfte das Regiment in der Schlacht bei Wörth, in der es nahezu aufgerieben wurde. (3. Kavalleriebrigade, Général Michel in der Kavalleriedivision des 1. Armeekorps.) Durch diesen nahezu selbstmörderischen Angriff wurden die Deutschen auf Morsbronn zurückgedrängt und die eigene 4. Infanteriedivision konnte sich in guter Ordnung zurückziehen.

### Dritte Republik
Während der Pariser Kommune war das Regiment als Teil der „Armée versaillaise“ (Versailler Armee) an der sogenannten Blutigen Woche beteiligt.
- 1886–1889 war das Regiment im Quartier[5] Ordener in Senlis untergebracht

## Erster Weltkrieg

### 1914
Im Juli erfolgte die Mobilisierung in Tours. Am 3. August verlegte das Regiment dann nach Revigny an der Maas. Am 10. August erhielt es sein Feuertaufe bei Marville in einem Scharmützel mit deutscher Kavallerie. Am 18. August wurde die belgische Grenze überschritten. Es folgten Scharmützel und Überfälle auf deutsche Kolonnen bei Villiers, Vallansart und Tintigny.
Der erste Gefallene des Regiments war der Cavalier (Reiter) Gaston Grellier der bei einer Aufklärungsaktion am 10. September im feindlichen Feuer ums Leben kam.
Am 27. August folgten Kämpfe bei Remilly-les-Pothées, um den Rückzug des 9. Armeekorps zu decken. Diese dauerten bis zum Zusammenbruch der deutschen Offensivbewegung an.
Ab dem 6. September führten die Kürassiere im Bereich Sommesous – Soudé-Sainte-Croix Aufklärungsaufgaben durch.
Es folgte der Wettlauf zum Meer und die anschließende Stabilisierung der Front.
Für den Rest des Jahres stand das Regiment als Reserve der 9. Kavalleriedivision in Flandern zur Verfügung. Stellenweise folgten kurzzeitige Grabeneinsätze am Yserkanal.

### 1915
- Im Januar: Einsatz bei Compiègne, Saint-Sauveur, Saintines
- 16. Februar bis 9. Mai: in der Champagne
- April: bei Saint Mihiel
- Mai–Juni: bei Arras und Amiens
- 1. Juli: Verlegung nach Montbéliard zum Grenzschutz gegen die Schweiz. (57e division de Réserve)
- 29. August: Verlegung nach Eurville
- 22. September: In der Champagne bei Somme-Suippes, Somme-Vesle und Tilloy
- 4. Oktober: Verlegung nach Dammartin-sur Yévre, Bussy-le-Repos
- 25. Oktober: Verlegung in die Region von Lunéville. Umwandlung einer Escadron in eine Kavallerie-Schützen-Escadron (Abgabe der Pferde).
- 25. Dezember: Abstellung mehrerer Detachements zum Arbeitseinsatz beim Bau der zweiten Verteidigungslinie, insbesondere im Wald von Parroy und auf der Anhöhe nördlich von Dombasle-sur-Meurthe bis 2. Mai 1916

### 1916
- 22. Mai: Mit Befehl des Oberkommandos vom 20. Mai wurde das Regiment in ein Kavallerie-Schützenregiment umgewandelt und die Pferde abgegeben. Der neue Name des Regiments lautete ab dem 1. Juni nun: „8e régiment de cuirassiers á pied“ (8. Kürassierregiment zu Fuß). Die Struktur entsprach nun dem eines Infanterieregiments.

Die Zusammenstellung als nominelles Infanterieregiment wurde durchgeführt aus:
- dem 1. Bataillon aus den vier vormaligen Reiterescadrons
- dem 2. Bataillon aus vier Escadrons der „Groupe Léger de la 6e Division de Cavalerie“ (Leichte Gruppe der 6. Kavalleriedivision)

je eine Escadron des 7. und 10. Kürassierregiments, und je eine des 2. und 14. Dragonerregiments
- dem 3. Bataillon aus weiteren vier Escadrons der „Groupe Léger de la 6e Division de Cavalerie“

13e Chasseurs á cheval und 17e Hussards, sowie zwei Reservescadrons des 1er Hussards
Dazu kamen noch die „Groupes Cyclistes des 6e et 9e divisions de cavalerie“ (Radfahrabteilung der 6. und 9. Kavalleriedivision) und eine Reserveescadron des 13e chasseurs à cheval.
Ab dem 26. Juni war die Umorganisation beendet und es erfolgten Einsätze in den Frontabschnitten von Lothringen, der Champagne, und an der Somme. Am 29. und 30. Dezember wurde das Regiment aus der Front herausgezogen und zur Auffrischung nach Beaucourt transportiert.

### 1917
Teilnahme an der Offensive im April am Chemin des Dame im Sektor Berméhicourt und vor dem Fort de la Pompelle.
Bis zum 20. Oktober waren dann die vordersten Linien an der Straße Reims–Chalons bezogen. Danach zog das Regiment ab und verlegte in den Bois de Zouaves östlich von Pompelle.

### 1918
Am 16. Januar wurde die Einheit nach achtmonatigem Fronteinsatz zur Auffrischung in das Camp Mailly verlegt.
März–April: Abwehrkämpfe in der deutschen Frühjahrsoffensive an der Avrefront. Am 12. April waren 24 Offiziere und 629 Männer ausgefallen. Das Regiment wurde an diesem Tag nach La Vacquerie in Ruhestellung abgezogen.
Mai–Juni: Abwehrkämpfe am Chemin des Dames im Sektor de Selens
Am 14. Juni ging die Einheit zur Erholung in die Region Abbeville-Saint Lucien. Vom 28. Mai bis zum 14. Juni waren 7 Offiziere und 80 Mann gefallen, 21 Offiziere und 770 Mann verwundet. Dazu kamen 221 Vermisste. Die Gesamtzahl an Ausfällen belief sich somit auf 28 Offiziere und 1071 Mann.
In der Nacht vom 28. auf den 29. Juni wurde das Regiment in Saint-Omer verladen und nach dem Osten der Front transportiert. Am 6. Juli wurden die Gräben im Bereich von Ranzières bezogen.
September: Angriffskämpfe bei Saint-Mihiel. Verfolgung der zurückweichende deutschen Truppen.
11. November: Die Bataillone erhielten die telefonische Nachricht „Suspendre toute action ! La Guerre est finie !“ (Aktivitäten einstellen – der Krieg ist zu Ende)

## Nachkriegszeit
Nach dem Waffenstillstand lag das Regiment einige Tage in Mézières. Von dort marschierte es nach Luxemburg und betrat am 11. Dezember deutschen Boden. Über Trier und den Hunsrück wurde am 23. Dezember der Rhein bei St. Goar erreicht. Am 27. Dezember erfolgte die Verladung auf Rheinkähne und der Transport nach Mainz. Dort wurde auf dem Platz vor der Stadthalle die Standarte des Regiments durch Général Fayolle mit der Fourragère in den Farben der Croix de guerre ausgezeichnet. Am 2. Februar 1919 verlegte die Einheit nach Worms wo zur Auflösung Offiziere und Mannschaften getrennt wurden. Von hier aus ging es in das Depot nach Tours, wo die Auflösung dann endgültig durchgeführt wurde.

## Zwischenkriegszeit
- 1936 wurde das Regiment als mechanisierte Einheit wieder aufgestellt. Ausgerüstet wurde es mit dem Radpanzerwagen Panhard 178.

## Zweiter Weltkrieg
Zu Beginn des Krieges gehörte die Einheit als gepanzertes Aufklärungsregiment zur „2e division légère mécanique“ (2. leichte mechanisierte Division) und war die erste französische Einheit, die am Abend des 10. Mai 1940 die belgische Grenze überschritt. Für seinen Einsatz in der Schlacht bei Hannut erhielt es drei Belobigungen im Armeebefehl.
Im Juni verteidigte das Regiment die Brücken in Tours.
Nach dem Waffenstillstand bestand es in der Armee des Vichy-Regimes weiter, bis es nach der Besetzung von Restfrankreich durch die deutschen Truppen aufgelöst wurde. Am 24. August 1944 stellte der Colonel Raymond Chomel im Maquis das Regiment inoffiziell wieder auf. Es kämpfte im Untergrund gegen die deutsche Besatzung und auch gegen die Kolonne des Generalmajor Elster.
Eine offizielle Wiedererrichtung folgte am 1. Oktober 1944. Im November des gleichen Jahres wurde es gegen den deutschen Brückenkopf von Saint-Nazaire eingesetzt. Im Mai 1945 erfolgte die erneute Auflösung.

## 2. Nachkriegszeit
Im Jahr 1954 wurde die Einheit als gepanzertes Aufklärungsregiment mit dem Radpanzer EBR-75 neu aufgestellt, um 1964 erneut aufgelöst zu werden. Die Tradition des „8e régiment de cuirassiers“ wird von einer Escadron des 12e régiment de cuirassiers fortgesetzt.

## Standarte
Die Standarte trägt in goldenen Lettern die Namen der Schlachten, an denen das Regiment ehrenvoll teilgenommen hat:
- Valmy 1792
- Fleurus 1794
- Wagram 1809
- La Moskowa 1812
- Hanau 1813
- La Marne 1914
- L'Avre 1918
- Saint-Mihiel 1918

### Königliche Standarten

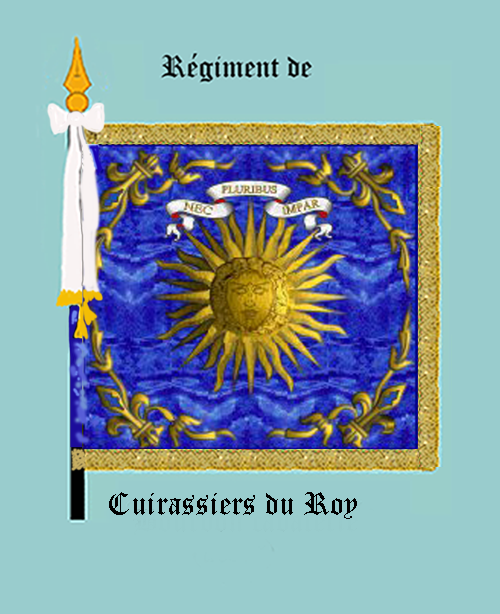
Standarte bis 1791
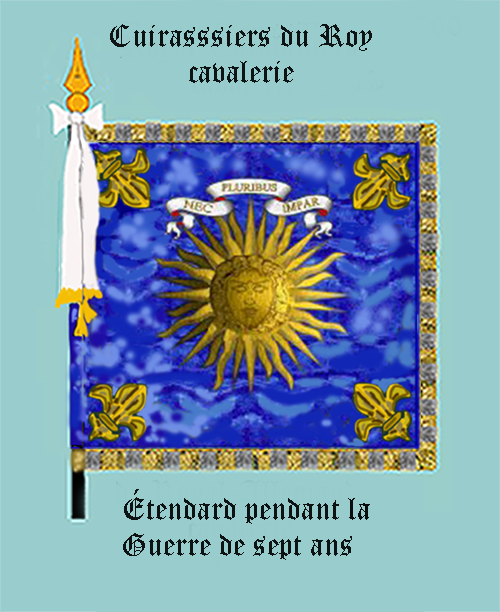
Standarte während des Siebenjährigen Krieges-Vorderseite
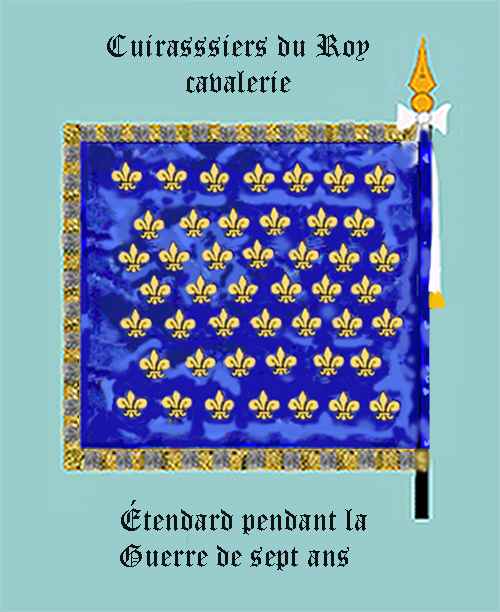
Standarte während des Siebenjährigen Krieges-Rückseite

### Napoléonische Standarten

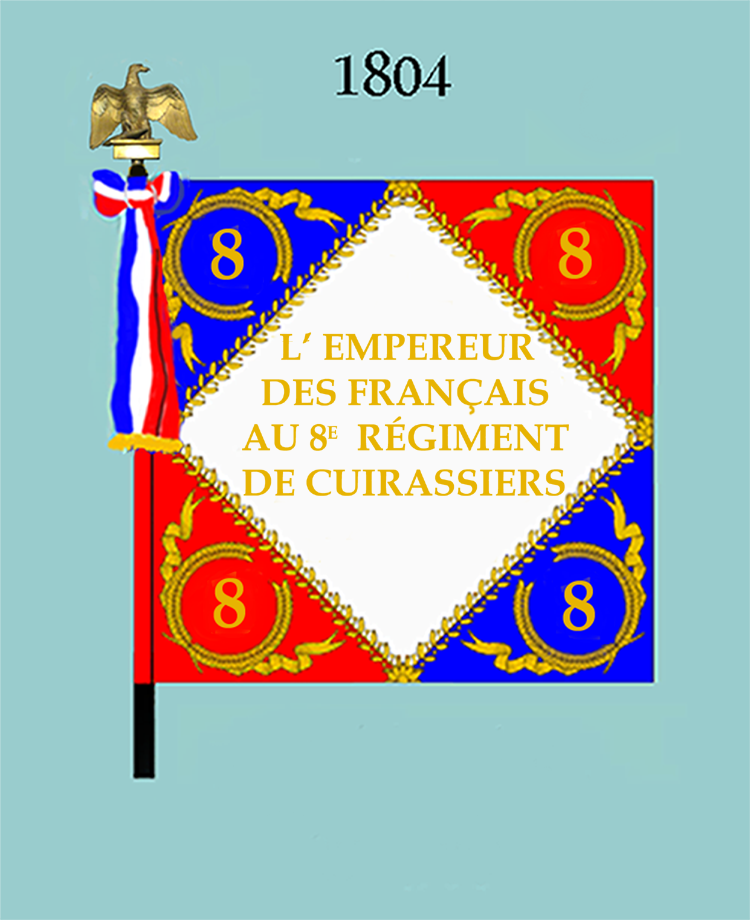
Modell von 1804 Vorderseite
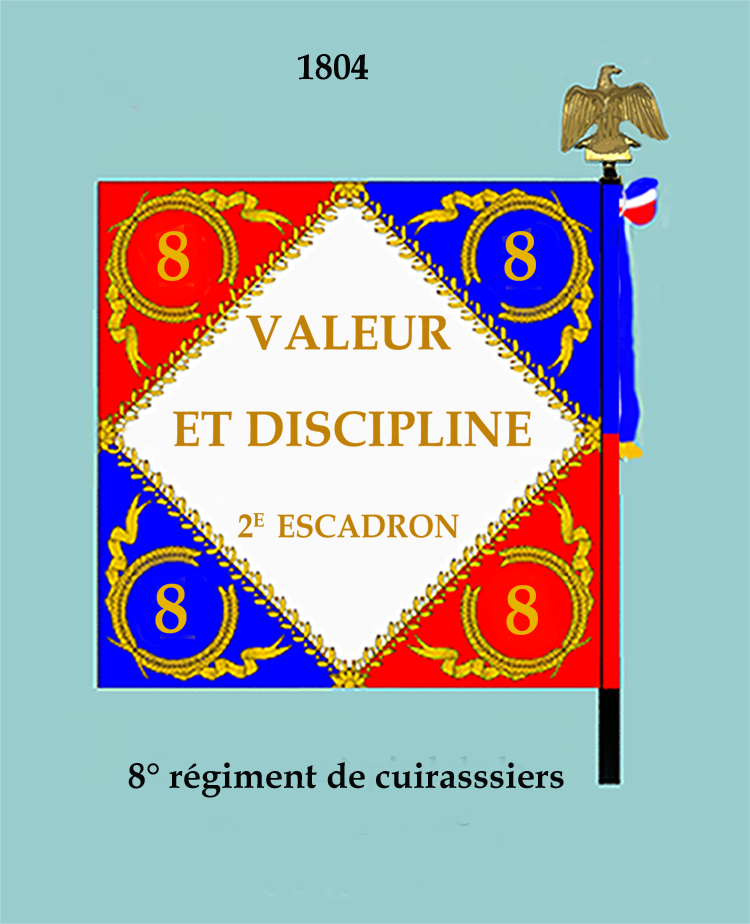
Modell von 1804 Rückseite

## Auszeichnungen
Das Fahnenband ist dekoriert mit:
- dem Croix de guerre, 1914–1918 mit zwei Palmenzweigen
- dem Croix de guerre 1939–1945 mit einem Palmenzweig

Die Standarte führt die Fourragère in den Farben des Croix de guerre 1914–1918.

### Uniformen des Ancien Régime

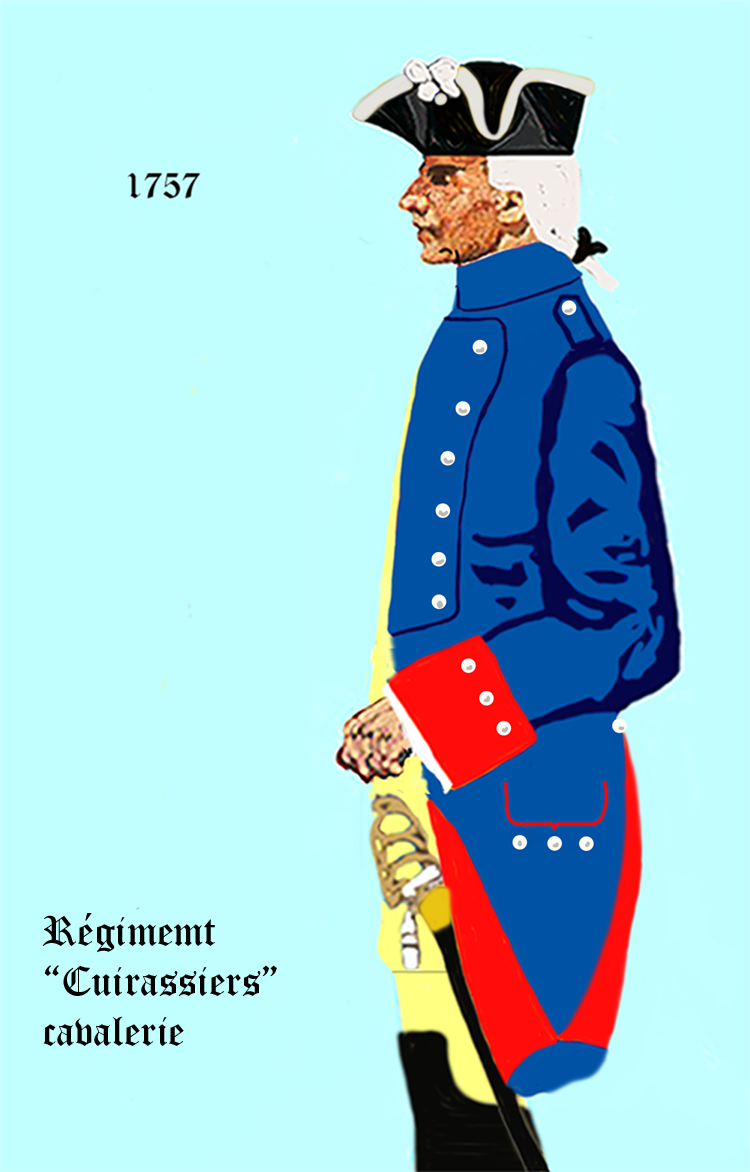
1757 bis 1762
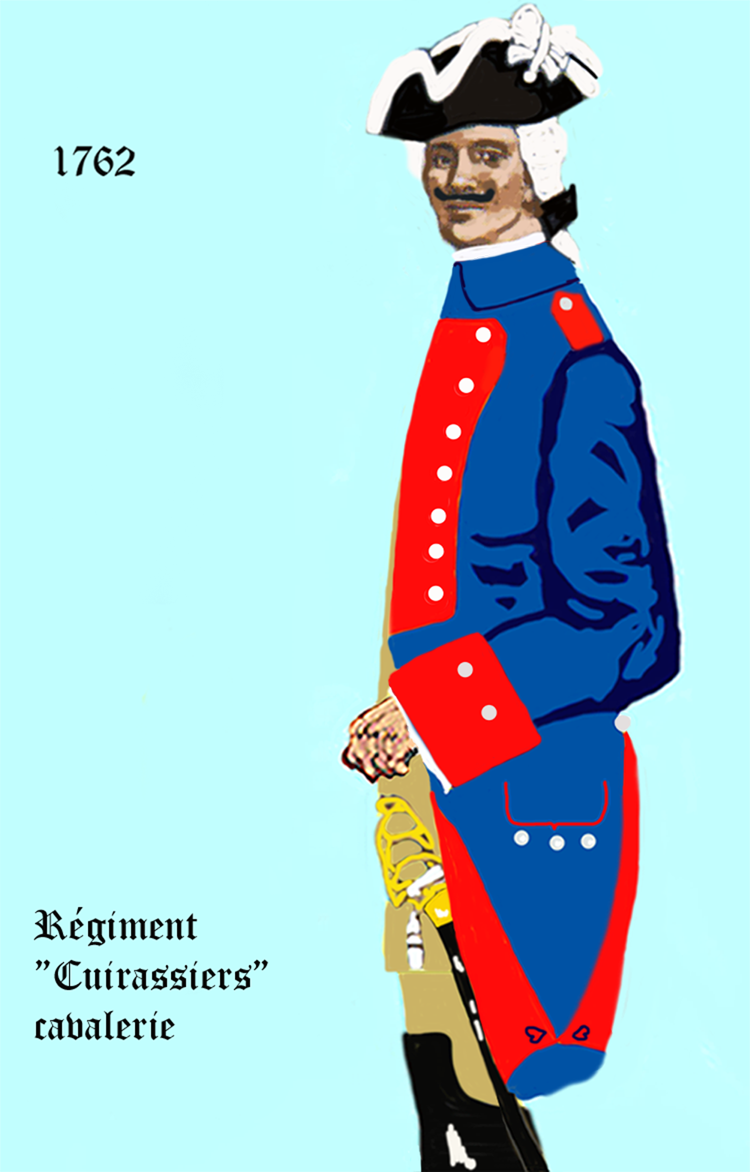
1762 bis 1767
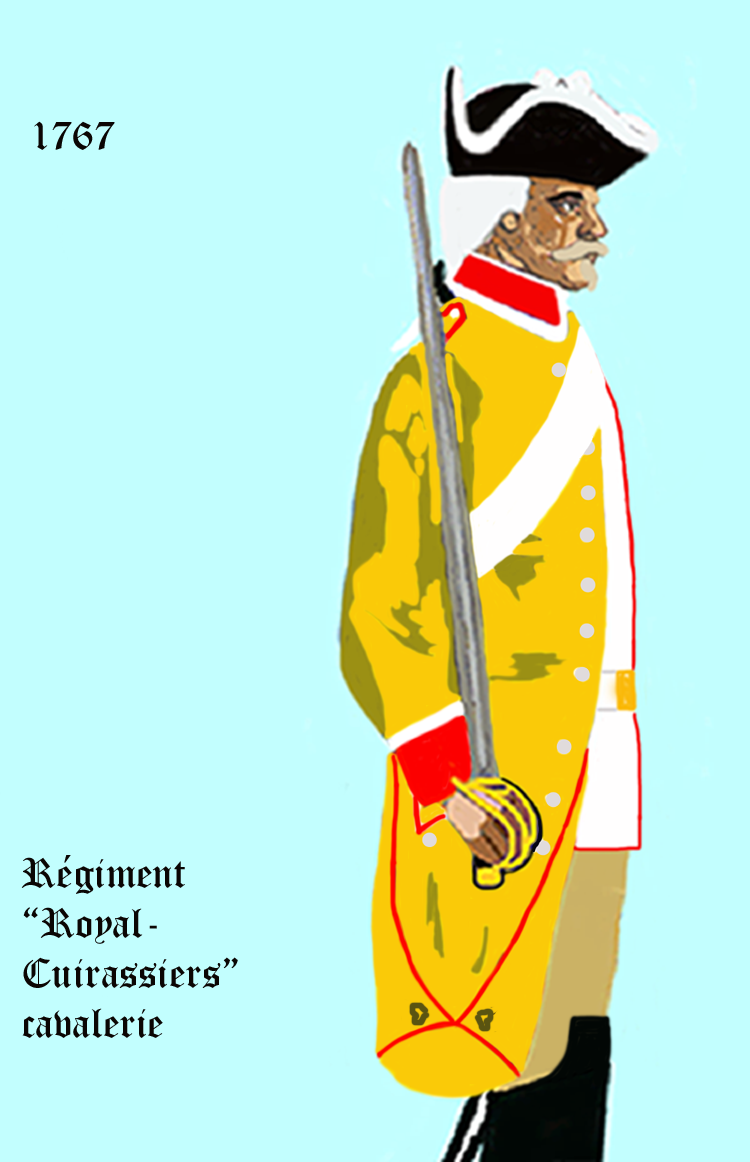
1767 bis 1776
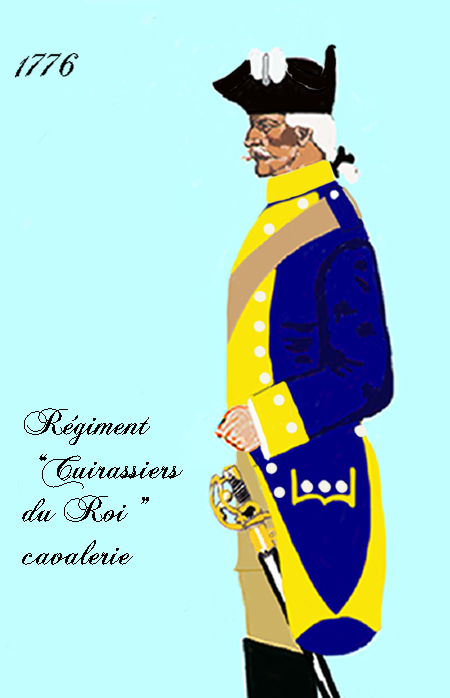
1776 bis 1786
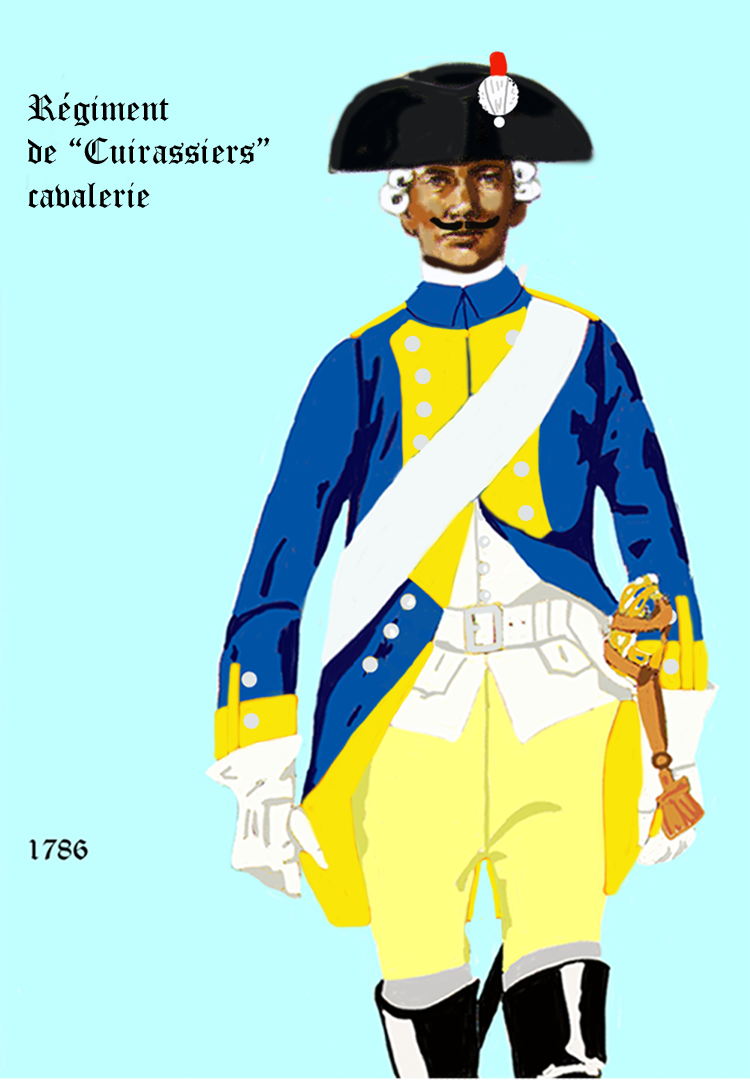
1786 bis 1791
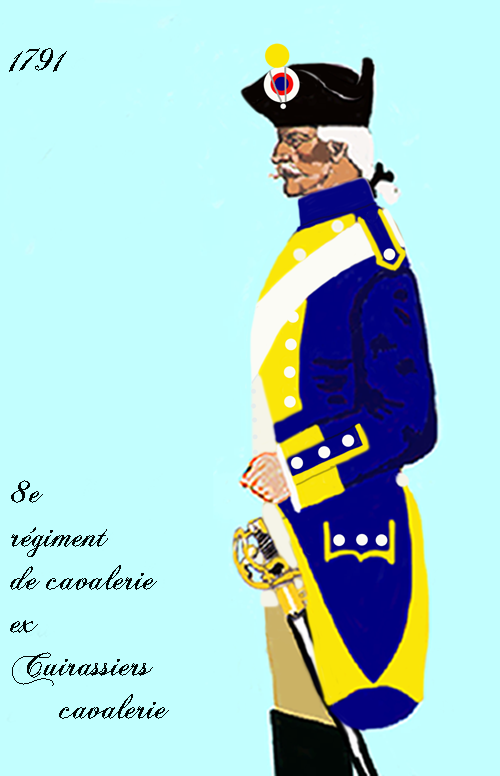
1791 bis 1792